# Ernst Wolff (Sänger)
Ernst Wolff, auch Ernst Lewin-Wolff (* 1. März 1905 in Baden-Baden; † 22. Januar 1992 in Frankfurt am Main) war ein deutscher Kapellmeister und Sänger im Stimmfach Bariton.

## Leben
Ernst Wolff war Sohn eines Chasans, Isidor Wolff (früherer Familienname: Lewin), und von Henriette Wolff, geb. Dreifuss, aus Kuppenheim. Er arbeitete zunächst in Frankfurt am Main als kaufmännischer Angestellter. Er nahm dann Gesangsunterricht und studierte dank eines Mäzens am Hoch’schen Konservatorium Musiktheorie und Klavierspiel u. a. bei Bernhard Sekles und bei Ludwig Rottenberg. 1925–30 war er als Opern- und Konzertrepetitor in Frankfurt a. M. tätig, seit 1931 hatte er eine Stelle als Korrepetitor an der Oper Frankfurt;
Am 28. Juli 1929 dirigierte er gemeinsam mit Alfons Dressel die Uraufführung des Badener Lehrstück vom Einverständnis von Bertolt Brecht und Paul Hindemith beim Baden-Badener Festival „Deutsche Kammermusik“. Von Emil Alfred Hermann (1871–1957) leitete er am 9. Dezember 1932 die Erstaufführung dessen Fassung des Volksmärchens „Der gestiefelte Kater“.
Als Konzert- und Liedersänger konnte Wolff ab der Machtübergabe an die Nationalsozialisten 1933 in Deutschland nur noch beim Jüdischen Kulturbund in Frankfurt in Konzerten und Liederabenden auftreten. Im Dezember 1934 gab er einen Liederabend im Rundfunk bei der BBC. Da ihm Auslandsauftritte gestattet waren, sang er auch in der Schweiz, Österreich, Italien und in den Niederlanden.
1937 konnte er mit Hilfe von Max Reinhardt und Kurt Weill in die USA emigrieren, als er dort bei der Produktion Franz Werfels The eternal road als Assistent arbeiten konnte. In New York City wirkte er an der 1939 von Hugo Hahn gegründeten jüdischen Gemeinde Habonim mit und wurde in deren Gemeindevorstand gewählt. In den USA gab er Konzerte, bei denen er Lieder vortrug und sich selbst am Flügel begleitete. Er machte auch eine Reihe von Schallplattenaufnahmen, die bei Columbia herausgebracht wurden. Dabei wurden in den USA unbekannte Kompositionen publiziert, so eine Serie mit Liedern von Robert Franz, eine Sammlung mit Vokalwerken von Clara Schumann, andere mit Werken aus der Familie Bach, sowie Liedkompositionen von Franz Liszt. Von Wolff sind auch Liedaufnahmen von Max Kowalskis Pierrot Lunaire erhalten sowie vom mittelalterlichen Glogauer Liederbuch.
Ab 1948 führten ihn seine Konzertreisen auch wieder nach Europa, wo er sich in Breganzona im Schweizer Kanton Tessin niederließ und dort die „Serate musicali breganzonesi“ (1967–1976) gründete.
Er erhielt 1951 einen Ehrendoktortitel der Hamline University und 1962 als Wiedergutmachung den Professorentitel von der Stadt Frankfurt. Er wurde mit dem Bundesverdienstkreuz ausgezeichnet.
In Herbert Gerigks und Theophil Stengels Lexikon der Juden in der Musik erschien sein Name bereits in der ersten Auflage 1940.